# The Headmaster
The Headmaster er en britisk stumfilm fra 1921 af Kenelm Foss.

## Medvirkende
- Cyril Maude som Cuthbert Sanctuary
- Margot Drake som Portia Sanctuary
- Miles Malleson som Palliser Grantley
- Marie Illington som Cornelia Grantley
- Lionelle Howard som Jack Strahan
- Simeon Stuart
- Ann Trevor som Antigone Sanctuary
- Louie Freear som Bella
- Will Corrie som Munton
- Alan Selby som Richards
- Gordon Craig som Stuart Minor